# Roßbach (Braunsbedra)
Roßbach ist ein Ortsteil von Braunsbedra im Saalekreis in Sachsen-Anhalt in Deutschland. Der Ort liegt rund 15 km südlich von Merseburg unweit der Ausfahrt 26 der A 38. Nördlich liegt der Geiseltalsee, der größte See in Sachsen-Anhalt.

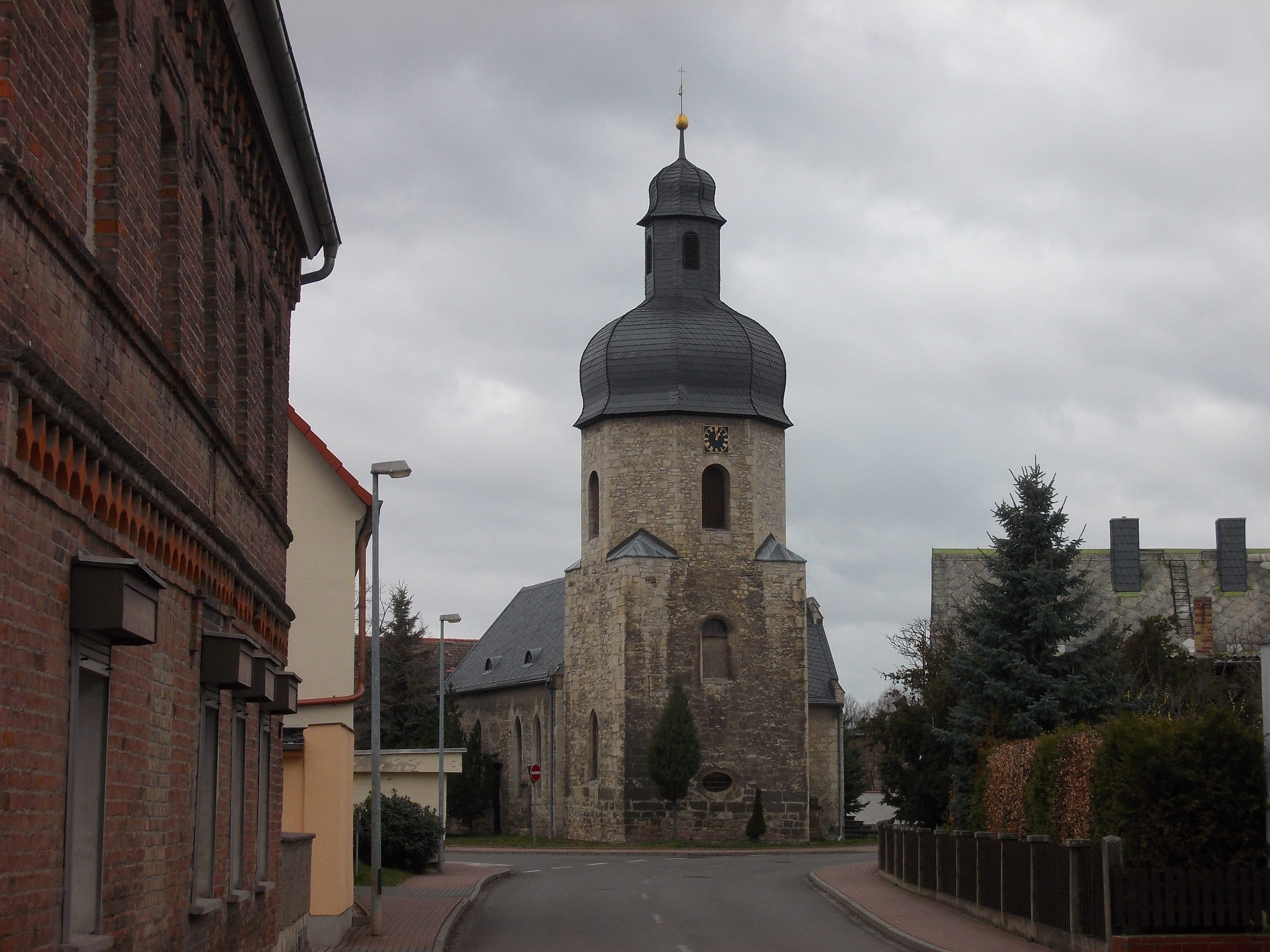
Leipziger Straße mit Kirche St. Heinrich

## Geschichte

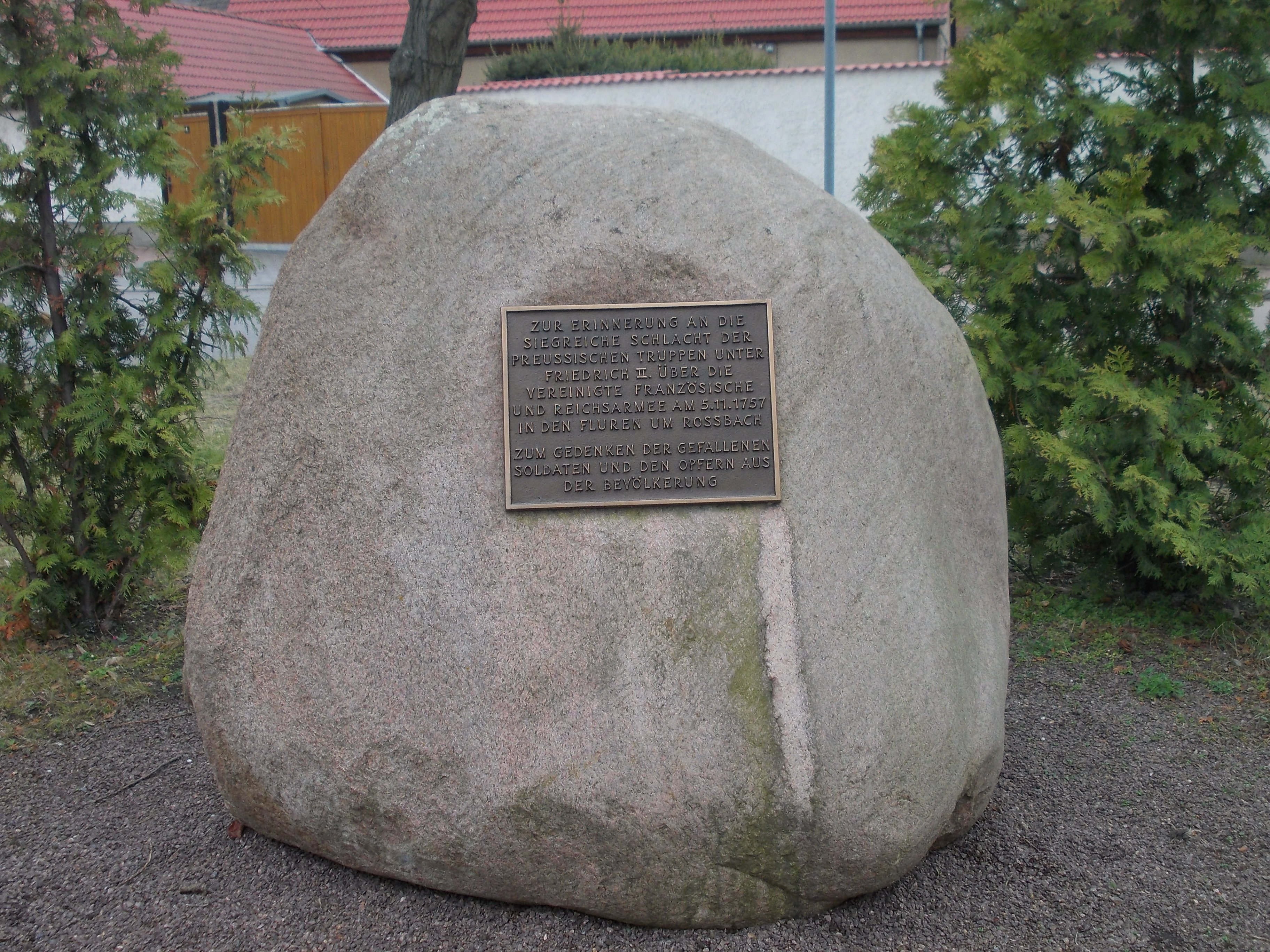
Gedenkstein an die Schlacht bei Roßbach

Der Ort wurde durch die Schlacht bei Roßbach am 5. November 1757 bekannt. Roßbach gehörte bis 1815 zum wettinischen, später kursächsischen Amt Freyburg. Durch die Beschlüsse des Wiener Kongresses kam der Ort zu Preußen und wurde 1816 dem Kreis Querfurt im Regierungsbezirk Merseburg der Provinz Sachsen zugeteilt, zu dem er bis 1952 gehörte.
1927 hatte Roßbach 1.516 Einwohner.
Im Zuge des Braunkohleabbaus im Geiseltal wurde ein Teil von Roßbach im Jahr 1963 umgesiedelt und 1966 abgebaggert (devastiert). In diesem Tagebaufeld wurde bis ca. 2019 hochwertiger Ton aus dem Liegenden abgebaut. Ein weiteres, kleines Abbaufeld wurde in den 1970er Jahren erneut aufgeschlossen und ausgekohlt. An dieser Stelle befindet sich heute der Hassesee.
Auf dem Ortsfriedhof erinnern Grabstätten an drei namentlich bekannte Polen, die während des Zweiten Weltkrieges nach Deutschland verschleppt und Opfer von Zwangsarbeit wurden. Gleiches trifft auf den Friedhof des Ortsteiles Leiha zu, wo sich die Gräber von neun namentlich bekannten polnischen Zwangsarbeitern befinden.

### Eingemeindungen
Am 1. Juli 1950 wurden Leiha und Lunstädt nach Roßbach eingemeindet.
Roßbach wurde am 1. Januar 2004 nach Braunsbedra eingemeindet.

## Tourismus
Im Sommer bietet die in Roßbach gelegene Hasse mit Zeltplatz Gelegenheit zum Baden. Durch die Rekultivierung eines Braunkohlentagebau-Gebiets entstand ein Badesee mit Volleyballplätzen und FKK-Strand.

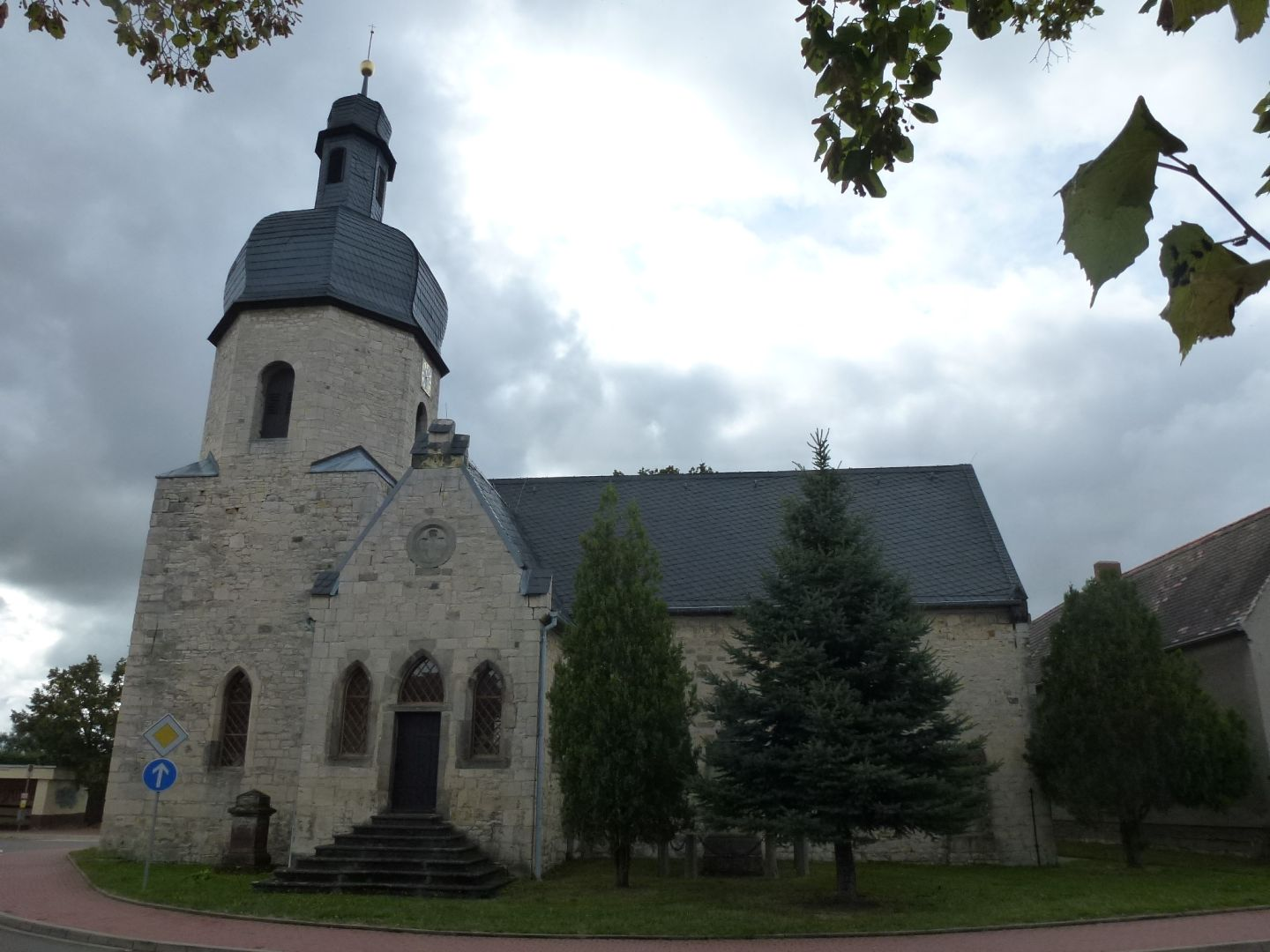
Kirche St. Heinrich in Roßbach
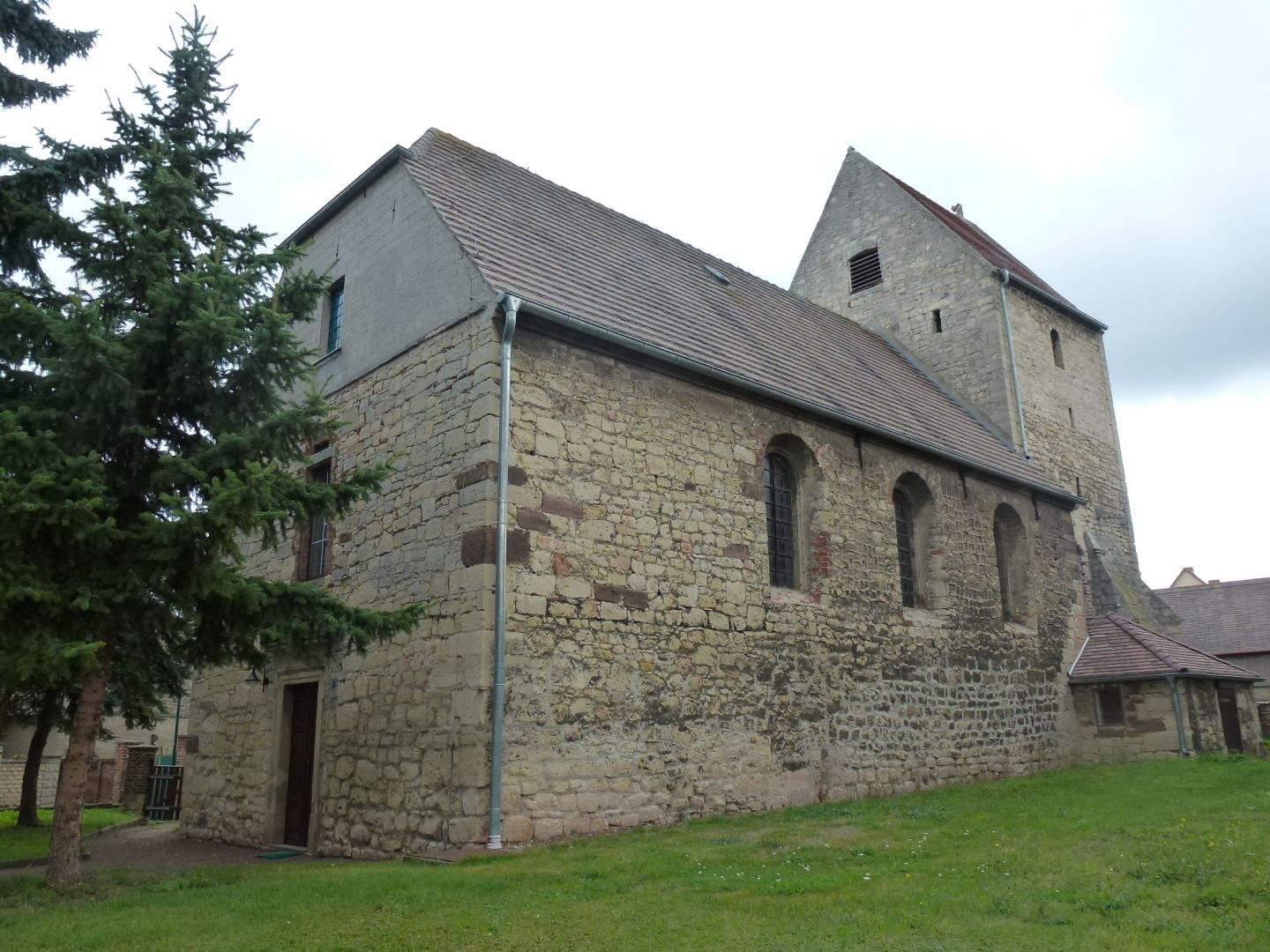
Kirche St. Ursula in Leiha
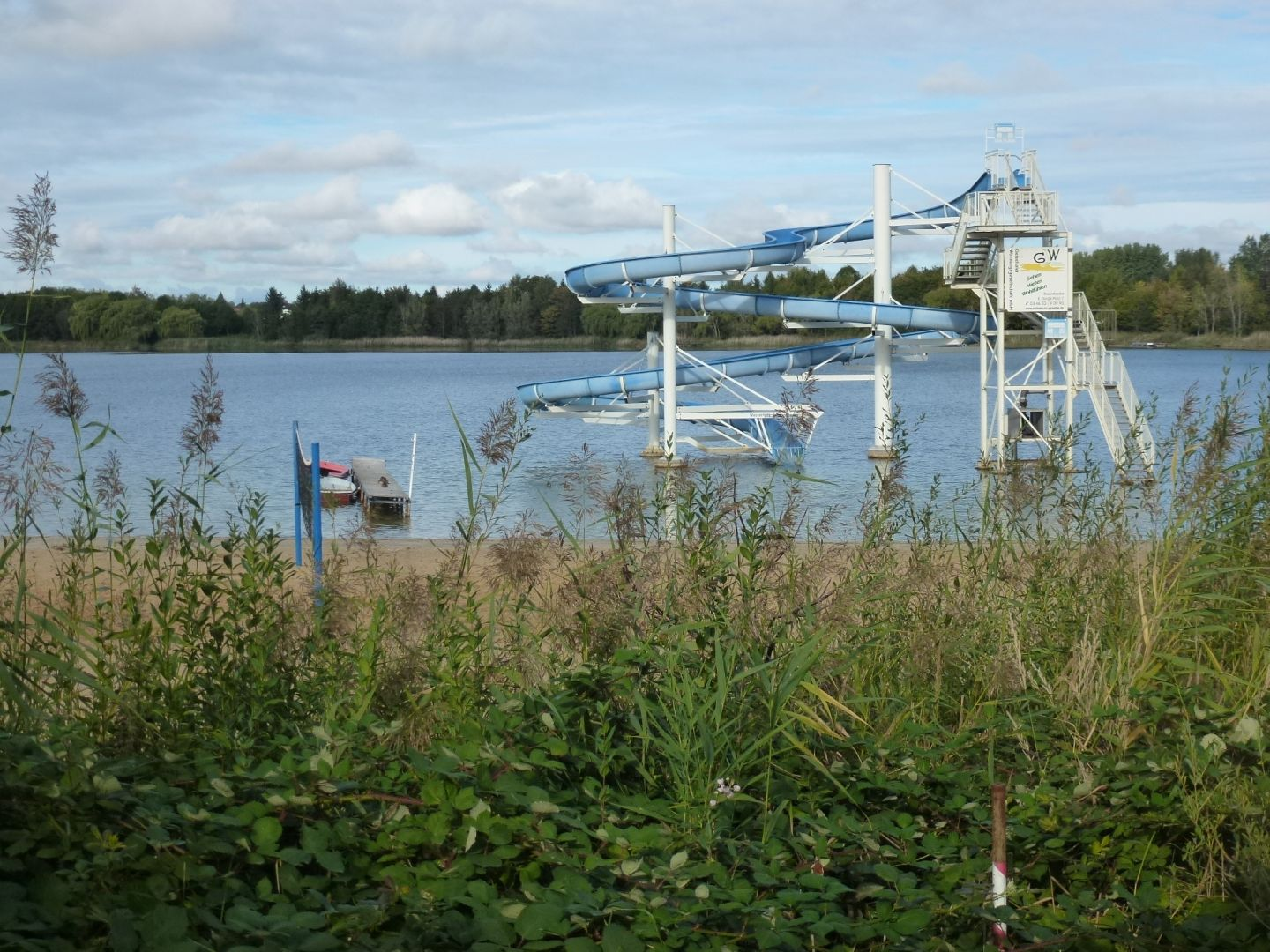
Hasse

## Persönlichkeiten
- Heinz Börner (1935–2024), Mediziner und Hochschullehrer an der Universität Rostock
- Helmut Rabis (* 1949), Hockeyspieler